# 게르니카
게르니카(스페인어: Guernica, 바스크어: Gernika)는 스페인 바스크 지방의 도시이다. 이웃한 루모와 합쳐저 현재의 공식명칭은 게르니카-루모이다. 2004년 현재 인구는 15,571 명이다.

## 개요
게르니카는 비스카야 주의 주도인 빌바오와 인접해 있으며 비즈카야 주의회가 자리잡고 있다.

## 역사
스페인 내전이 한창이던 1937년 4월 26일 프랑코를 지원하던 나치 독일 공군은 게르니카를 폭격하였다. 이 폭격으로 인해 300명 이상이 희생되었으며 도시의 건물들이 파괴되었다. 파블로피카소는 게르니카에서 일어난 나치의 민간인 학살 소식을 듣고 《게르니카》를 그렸다.

## 같이 보기
- 게르니카 폭격 사건
- 게르니카 (그림)